# Мініє-Даніє
Мініє-Даніє (араб. قضاء الضنية‎‎) — один з 25 районів Лівану, входить до складу провінції Північний Ліван. Адміністративний центр — м. Ель-Міннія. На сході межує з районом Хермель, на півдні — з районом Бішарі, на заході — з районом Згарта, на півночі — з районом Аккар.
Адміністративно поділяється на 26 муніципалітетів.
| Ліван | Це незавершена стаття з географії Лівану. Ви можете допомогти проєкту, виправивши або дописавши її. |

1. ↑  GEOnet Names Server — 2018.